# Колпакова, Айно
Колпакова, Айно Мадисовна (эст. Aino Kolpakova; урождённая Айно Вальдек; 8 сентября 1935 Ярваканди — 19 октября 2015 Муствеэ) — эстонская поэтесса.

## Биография
Часть детства провела в Мярьямаа, часть — в Пярну, после окончания Таллинской торговой школы в 1952 году получила распределение в Муствеэ, где впоследствии вышла замуж за Ивана Зиновьевича Колпакова (1932—2017), с которым воспитала двоих детей. До самой пенсии проработала в сфере торговли.
Склонность к сочинительству унаследовала от бабушки Лизы Кальмет. Отмечала большое влияние учителя эстонского языка и литературы на развитие своего поэтического дарования. Айно Колпакова являлась родственницей эстонского поэта и переводчика Аугуста Санга.
Айно Колпакова похоронена на кладбище города Муствеэ.

## Творчество
В 2006 году выпустила сборник стихов «В моей душе, в моем сердце» (оригинальное название на эст. «Mu hinges, mu südames»).